# Винцент Шикула
Винцент Шикула (на чешки: Vincent Šikula) е словашки поет, драматург и писател, автор на произведения в жанрове социална драма, исторически роман, лирика, детско-юношеска литература и биография.

## Биография и творчество
Роден е на 19 октомври 1936 г. в Дубова, Чехословакия, в бедно многолюдно семейство на горски работник. Учи в Дубова, а 11-годишен е изпратен в мисионерско училище в манастир в Нитра и се подготвя за свещеник. През 1948 г. обаче манастирските училища са затворени по време на антирелигиозна кампания и той завършва средно образование в Нитра. В периода 1956 – 1959 г. учи валдхорна в Държавната консерватория, но не става професионален музикант.
След дипломирането си, служи една година в армията. После в периода 1960 – 1964 г. работи като учител по музика в Училището за народно изкуство в Модра, като едновременно е органист в църквата в Иванка при Дунажи. В периода 1967 – 1968 г. работи като редактор в списание „Ромбоид“. В периода 1969 – 1973 г. работи като драматург в словашкото филмово производство. От 1973 г. до 1992 г., когато се пенсионира, работи като редактор в издателство „Словенски списовател“ в Братислава. В периода 1994 – 1999 г. е председател на Асоциацията на словашките писатели. През 1979 г. е удостоен със званието „заслужил артист“.
Заедно с работата си като учител започва да пише разкази. Първата му книга, сборникът с репортажи и разкази от военния живот „На концерти не се пляска“ (Na koncertoch sa netlieska), е издадена през 1964 г. Същата година е издаден и вторият му сборник с разкази „Може да си поставя бунгало“ (Možno si postavím bungalov). Разказите в тях развиват темата за младия мъж, търсещ ролята си в живота, неговите лични преживявания, впечатления и чувства.
Първият му роман „С Розарка“ от 1966 г. е „баладичен прозаичен текст“ за умствено увредено момиче, в което въпреки зрялата ѝ възраст остава закодирана детска визия за света. Романът получава наградата на международния ПЕН клуб. Историите, публикувани в сборника му „Не на всеки хълм има таверни“ (Nebýva na každom vŕšku hostinec) от същата година, описват житейските истории на хора от социалната периферия, които често са надарени с голяма вътрешна сила. Следващият му сборник с разкази „Въздухът“ (Povetrie) се фокусира върху по-нататъшните преживявания на героите от предишните му прозаични текстове. Освен познатото проникване в емоционалния свят на персонажите, той развива и сериозни до трагични мотиви в прозата.
През 70-те години е издадена трилогията му „Майстори“ (1976 – 1979). Тя описва събитията от Словашкото национално въстание и Втората световна война и техните последици, както се възприемат и преживяват в словашката провинция. През 1978 г. е издаден романтичният му роман „Авлигата“, а през 1980 г. автобиографичната му книга „Лиески“ (Liesky), представяща части от живота му в края на 50-те. Следващият му роман, „Войник“ (Vojak) от 1981 г., е за съдбата на военноинвалид. През 1983 г. излиза историческият му роман „Матей“ (Matej) за писателя и поет Матей Хребенд, както и колекцията от есета „Ноктюрно“.
В следващите години публикува различни разкази, повести и романи, от които се отличават разказите от сборника „Менует през пости“ и романите „Орнамент“ и „Роза на вятъра“ (Veterná ružica), изобразяващи съдбата на малките хора без влияние върху голямата история, които често стават нейни жертви.
Автор е на книги за за деца и младежи, сред които книгите за юноши – „Ваканция с чичо Рафаел“, историята на десетгодишно селско момче, което се учи да свири на хелигона – стар вид туба (екранизирана през 1980 г.) и „Дура, поздрави Дура“ (1978), и тези за малки деца – „Малките пилешки яйца“ (1981), „За мъдрия петел“ (1984), „Августин и камбаната“ (1996) и „Приказките на Медард“ (1997). Има и няколко стихосбирки.
Произведенията му са характерни с автентичното разказване на истории, включващи емоционално оцветени герои с искрена връзка с хората, природата и трайните житейски ценности. Емоционалността, колоритността и поетичните детайли в тях придават нотка на лиризъм в творчеството му.
Винцент Шикула умира внезапно от сърдечна недостатъчност на 16 юни 2001 г. в Модра, Словакия. Погребан е в Дубова. На 29 октомври 2004 г. на гроба му е открит паметник с автор скулптора Александър Илечко с участието на президента на Словашката република Иван Гашпарович. На родната му къща през 2006 г. е поставена паметна плоча.

## Произведения

### Самостоятелни романи и новели
- S Rozárkou (1966)[1][2][3][4][5]
С Розарка : 2 новели, изд.: „Народна култура“, София (1983), прев. Стойка Кайракова
- Vlha (1978)
Авлигата, изд.: „Народна култура“, София (1980), прев. Матилда Бераха
- Vojak (1981)
- Matej (1983) – за писателя и поет Матей Хребенд
- Anjel Gabriela (2000)
- Udri pastiera (2001) – незавършен
- Tam, kde sa cesta skrúca (2002)
- Požehnaná taktovka (2003)

### Поредица „Майстори“ (Majstri)
1. Majstri (1976)[1][2][3][4][5]
2. Muškát (1977)
3. Vilma (1979)

### Поредица „Орнамент“ (Ornament)
1. Ornament (1991)
Орнамент, изд. „Матом“ (2004), прев. Димитър Стефанов
2. Veterná ružica (1995)

### Сборници
- Na koncertoch sa netlieska (1964) – сборник с репортажи и разкази от военния живот[1][2][3][4][5]
- Možno si postavím bungalow (1964) – разкази
- Nebýva na každom vŕšku hostinec (1966) – разкази
- Povetrie (1968) – разкази
- Heroické etudy pre koňa (1987)
- Pastierska kapsička (1990)
- Pôstny menuet (1994)
Менует през пости : Седем новели, изд. „Матом“ (1999), прев. Димитър Стефанов

### Поезия
- Z domu na kopci (1983)[1][2][3][4][5]
- Zo zanedbanej záhrady (1993)
- Bubeník september (1998)
- Za odchodom orgovánu (2003)

### Детска литература
- Pán horár má za klobúkom mydleničku (1965)[1][2][3][4][5]
- Ďuro, pozdrav Ďura (1966)
- Prázdniny so strýcom Rafaelom (1978)
Ваканция с чичо Рафаел, изд.: „Народна младеж“, София (1968), прев. Григор Ленков
- Vajíčko sliepky liliputánky (1981)
- O múdrom kohútikovi (1984)
- Rozprávky a rozprávania (1996)
- Medardove rozprávky (1997)
- Vladko a pes (2000)
- Vincúrko (2001)

### Документалистика
- Liesky (1980) – автобиография
- Nokturná (1983) – книга с размисли, авторски признания, интервюта и литературни портрети

### Екранизации
- 1972 Ľalie poľné
- 1980 Otec ma zderie tak či tak – по книгата „Ваканция с чичо Рафаел“
- 1981 Mandula – тв филм, история
- 1984 Sikuliáda – тв филм, история